# Amsterdam Baroque Orchestra & Choir

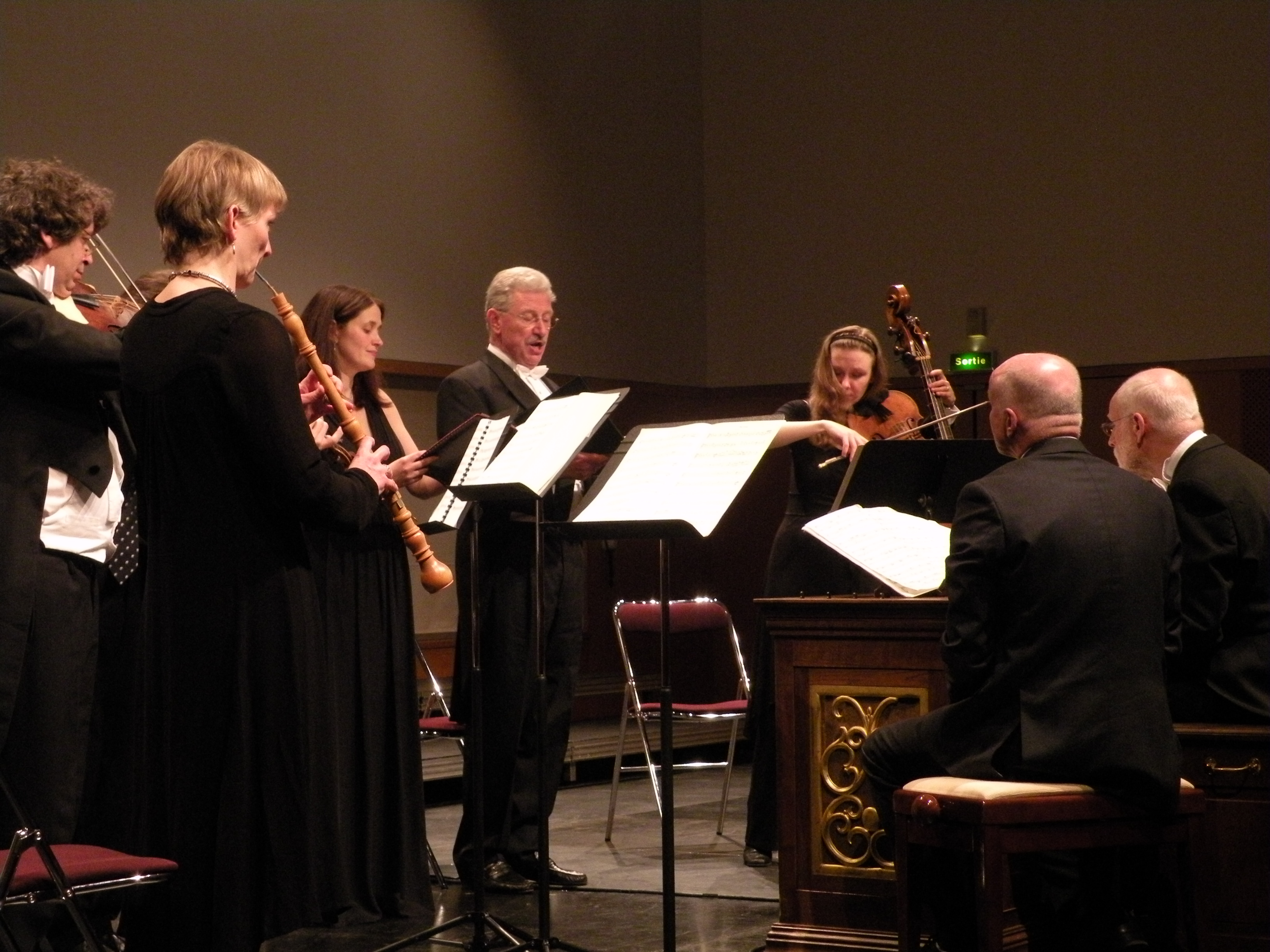
Amsterdam Baroque Orchestra, 2009

Amsterdam Baroque Orchestra & Choir ist ein niederländisches Ensemble mit Sitz in Amsterdam, das sich auf historische Aufführungspraxis spezialisiert.
Der Organist, Cembalist und Dirigent Ton Koopman gründete die Gruppe in zwei Stufen. Das Amsterdam Baroque Orchestra entstand 1979, der Amsterdam Baroque Choir 1992. Das Ensemble konzertierte unter anderem im Concertgebouw (Amsterdam), im Barbican Centre (London), im Wiener Konzerthaus und im Lincoln Center in New York.
Das erste gemeinsame Konzert von Chor und Orchester 1992 beim „Festival Oude Muziek“ in Utrecht brachte zwei Werke von Heinrich Ignaz Franz Biber zur Uraufführung, Requiem (15-stimmig) und Vesperae (32-stimmig).
Koopman leitete das Ensemble in Aufnahmen und Konzerten des gesamten Vokalwerks von Johann Sebastian Bach, das Projekt begann 1994 und dauerte zehn Jahre. Zu den Solisten gehörten Franziska Gottwald, Ruth Holton, Lisa Larsson, Marlis Petersen, Sandrine Piau, Dorothea Röschmann, Sibylla Rubens, Barbara Schlick, Caroline Stam, Deborah York, Ruth Ziesak und Johannette Zomer (Sopran), Bogna Bartosz, Els Bongers, Michael Chance, Bernhard Landauer, Elisabeth von Magnus, Annette Markert, Andreas Scholl, Nathalie Stutzmann und Kai Wessel (Alt), Paul Agnew, Jörg Dürmüller, James Gilchrist, Guy de Mey, Christoph Prégardien und Gerd Türk (Tenor) sowie Klaus Mertens (Bass).
2005 begann das Ensemble mit dem Projekt „Dieterich Buxtehude – Opera Omnia“, eine Gesamteinspielung der Werke von Dieterich Buxtehude. Seit 2013 ist das Ensemble mit Ton und Marieke Koopman an Musiktheateraufführungen beteiligt, mit denen das junge Publikum an die Alte Musik herangeführt wird.